# Copris muticus
Copris muticus là một loài bọ cánh cứng trong họ Bọ hung (Scarabaeidae).